# うお座オミクロン星
うお座ο星（うおざオミクロンせい）は、うお座の4等星。4.26等のA星と8.30等のB星の二重星である。

## 名称
2017年9月5日、国際天文学連合の恒星の命名に関するワーキンググループ (Working Group on Star Names, WGSN) は、Torcular をうお座ο星Aの固有名として正式に承認した。この名前の由来となったTorcularis septentrionalisという名称が1515年の『アルマゲスト』に見られる。これは、本来ギリシャ語で「リネン（亜麻）」を意味するλίνοςという言葉が当てられていたものが、「満員」を意味するληνόςという言葉と間違えられて訳されたものである。

## 星系
うお座ο星は、ヒッパルコス衛星の観測結果から、固有運動が線形ではないとみられ、位置天文学的連星である可能性が指摘された。公転に伴う視線速度の変化は検出されていないが、うお座ο星は黄道の近くに位置するので、月によって隠される星食が起こることを利用した観測によって、うお座ο星が単一の点光源ではないことが明らかとなり、連星と考えられるようになっている。
主星と伴星の間の見かけの距離（離角）は、12ミリ秒以上で、スペックル・イメージングで検出されていないことから、30ミリ秒以下であるとみられる。主星と伴星は、明るさが4等級ほど異なり、それゆえ伴星は主系列星ではないかと予想される。